# Architettura neogreca

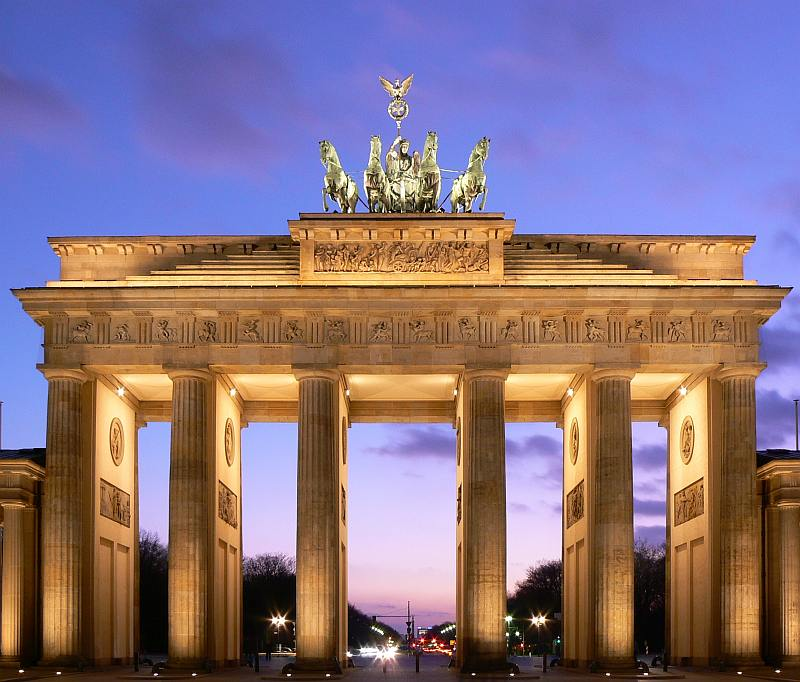
Porta di Brandeburgo a Berlino

L'architettura neogreca è una corrente che si sviluppò all'interno del neoclassicismo, riprendendo l'apparato formale dell'architettura greca. Tale stile fece parte di un più generale fenomeno culturale di riscoperta della cultura ellenica del periodo classico e che coinvolse anche la scultura e le arti decorative.

## La riscoperta dell'architettura greca
La conoscenza dell'architettura greca si diffuse in Europa in modo decisivo solo intorno al 1750, grazie all'intensificarsi di scavi archeologici, alla riscoperta dei monumenti della Magna Grecia ed alla pubblicazione di alcuni libri come il primo volume delle Antiquities of Athens (1762).
Così nella seconda metà del XVIII secolo l'architettura greca, fino ad allora considerata primitiva rispetto a quella romana, trovò la definitiva consacrazione, grazie anche ai progetti di Claude-Nicolas Ledoux ed altri che utilizzarono elementi stilistici ripresi dall'architettura greca.
Il revival greco si affermò a partire dal 1780 soprattutto in Francia, Gran Bretagna e Germania, anche se il periodo in cui la tendenza sembrò prevalere su altri stili furono i primi decenni del XIX secolo, quando tra l'altro, si impose negli Stati Uniti.

## Caratteri
Il riferimento dell'architettura neogreca fu ad una sola parte dell'arte classica, escludendo non solo i modelli della tradizione classica rinascimentale e post-rinascimentale, ma anche quelli desunti dall'arte romana come archi, sovrapposizione degli ordini, volte, cupole, pilastri, esedre, edicole.
In genere le opere della tendenza neogreca presentano la facciata risolta complessivamente con il fronte di un tempio con un ordine gigante, o quantomeno con un pronao con frontone più o meno aggettante dal fronte murario a bugne lisce, privo di altri elementi decorativi. Per risolvere la progettazione di edifici di carattere seriale si ricorse anche alla tipologia della stoà. Nello stile neogreco predominavano quindi i sistemi trilitici e le linee orizzontali, sottolineate da fitti colonnati architravati.
A volte l'adesione ai modelli dell'architettura dell'antica Grecia fu archeologizzante e puntigliosa, sia per l'uso degli ordini che per le planimetrie, riportate allo schema del tempio. Altre volte tale adesione fu più libera e combinatoria, tanto da far diventare la tendenza neogreca uno dei tanti revival dell'eclettismo ottocentesco. Nonostante la diffusa aspirazione alla semplicità e purezza dell'architettura greca, relativamente poche sono le opere che seguono coerentemente i suoi principi compositivi, rifiutando invece le possibilità combinatorie e spaziali offerte dall'architettura romana o anche dal palladianesimo.

## Le elaborazioni teoriche
L'affermarsi dell'architettura neogreca fu preceduto ed accompagnato da elaborazioni teoriche e da dibattiti culturali. Particolarmente cruciale per tutto il neoclassicismo fu il differenziarsi tra coloro che difendevano il primato dell'architettura romana come Giovanni Battista Piranesi e coloro che aspiravano ad un purismo d'ispirazione greca come Johann Joachim Winckelmann. Da tale posizione maturò l'architettura neogreca come una delle due anime del neoclassicismo ed anche la coscienza della discontinuità che il neoclassicismo stava creando nella tradizione classicista risalente al Rinascimento.
La riscoperta dell'arte greca è da mettere in relazione a fenomeni più generali della cultura settecentesca. Le opere greche apparivano severe ed essenziali, auliche e rappresentative in forza delle loro proporzioni, lontane dal decorativismo barocco, adatte a rappresentare il rinnovamento culturale dell'Illuminismo e la volontà, presente soprattutto nella cultura francese di rinnovare la disciplina architettonica su basi scientifiche, razionali e funzionaliste.

## Opere paradigmatiche in Europa
La prima opera ad introdurre il Neogreco nel mondo occidentale è da individuare in un tempio in stile dorico realizzato nel parco di Hagley Hall nel 1758.
Il tempietto fu progettato da James Stuart, il quale nel 1764 ricevette l'incarico per la sistemazione di un giardino nello Staffordshire, dove innalzò numerosi edifici ispirati all'architettura ateniese.

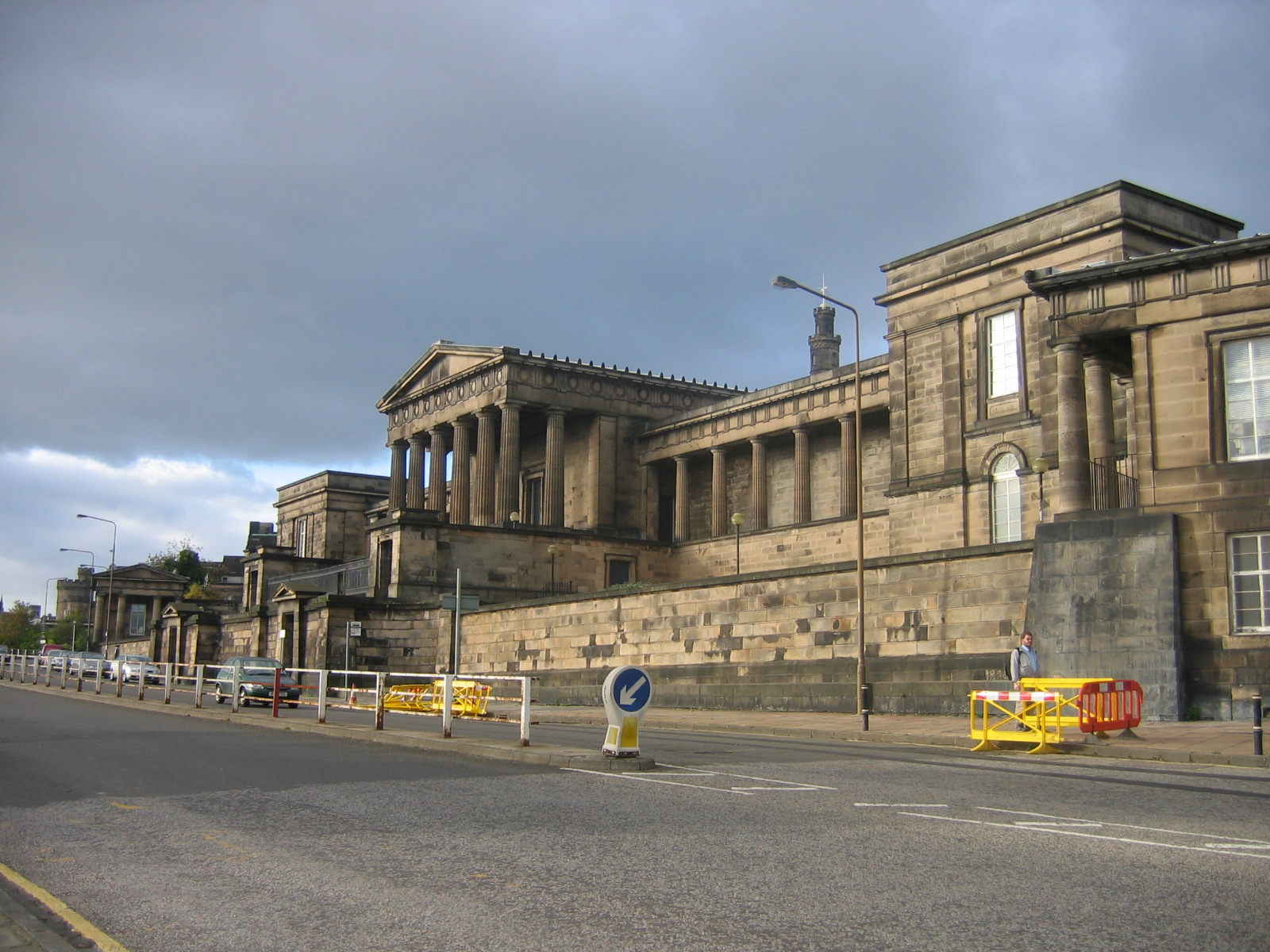
Royal High School a Edimburgo, di Thomas Hamilton

Tra il 1789 ed il 1793, in Germania venne realizzato il primo edificio ispirato ai Propilei di Atene: la Porta di Brandeburgo, a Berlino, realizzata da Carl Gotthard Langhans.
L'opera di Langhans, che tuttavia presenta colonne con basamenti tipici dell'architettura romana, ebbe notevoli ripercussioni nel resto d'Europa: nel 1806 William Wilkins presentò un progetto per l'ingresso al Downing College di Cambridge, al quale fece seguito, nel 1810, la costruzione dei propilei di Chester Castle. Più tardi il tema fu ripreso nei Propyläen di Monaco di Baviera, i cui primi disegni furono presentati da Leo von Klenze negli anni dieci del XIX secolo.
Lo stile neogreco trovò in von Klenze e Karl Friedrich Schinkel due dei principali esponenti e la loro influenza fu tanta che si diffuse anche nelle altre regioni dell'Europa settentrionale, come la Danimarca, la Polonia e la Finlandia.
Del primo, oltre ai Propyläen, è doveroso ricordare il maestoso progetto del Walhalla, un tempio classico ispirato al Partenone, posto alla sommità di un vasto basamento e dedicato agli eroi della Germania; a Schinkel si devono invece opere quali la Neue Wache, l'Altes Museum e la Schauspielhaus di Berlino, che caratterizzarono fortemente il volto della capitale tedesca.
A Londra una delle opere più significative derivate dall'architettura greca è il grande colonnato ionico del British Museum; parallelamente, l'interesse per l'archeologia portò alla realizzazione di composizioni molto particolari come la chiesa di San Pacrazio (St Pancras New Church, 1818-1822), dove si segnala la presenza di un colonnato con cariatidi basato su quello dell'Eretteo dell'Acropoli di Atene.
Sempre nel Regno Unito, Edimburgo divenne epicentro dell'affermazione neogreca nelle regioni settentrionali dell'isola; la Royal Scottish Academy, iniziata intorno agli anni venti dell'Ottocento e la coeva Royal High School rappresentano alcuni dei contributi più importanti. A Glasgow invece, intorno alla metà del medesimo secolo, Alexander Thomson riportò in auge il neogreco con la costruzione di alcuni singolari edifici come la Caledonia Free Church (1856, ora semidistrutta), pur senza esercitare particolare influenza nei suoi contemporanei.
Tendenze analoghe al resto d'Europa si manifestarono anche in Italia, dove, nei primi decenni dell'Ottocento, operò l'eclettico Giuseppe Jappelli; egli, dopo aver inserito elementi classici nel Caffè Pedrocchi, volse a temi più marcatamente attinenti all'architettura neogreca con la costruzione del mattatoio pubblico di Padova.
Un'altra architettura notevole è il Tempio Canoviano, di Possagno, al cui disegno collaborò Giannantonio Selva: il tempio, innalzato a partire dal 1819, propone una fusione tra il modello del Partenone e la rotonda del Pantheon di Roma.
In Austria, un edificio emblematico è il Parlamento di Vienna, su progetto dell'architetto danese Theophil Hansen, celebre per aver progettato la sala da concerto del Musikverein, sempre a Vienna. Hansen lavorò anche per il governo Greco, progettando lo Zappeion, l'Accademia e la Biblioteca Nazionale di Atene.

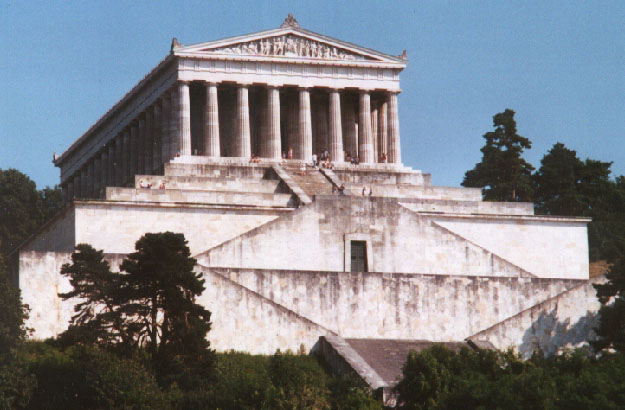
Walhalla, presso Ratisbona
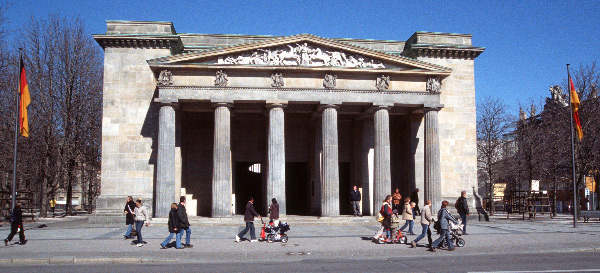
Neue Wache
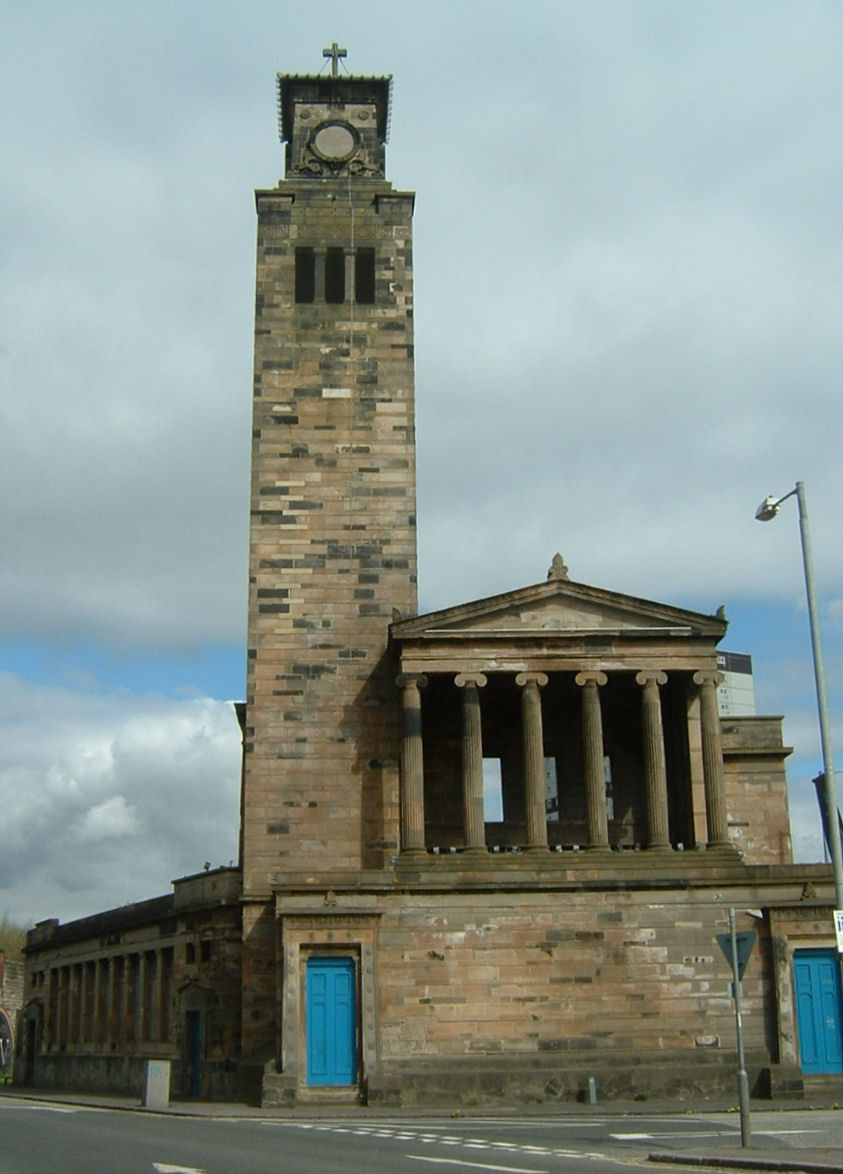
Caledonia Road Free Church, a Glasgow
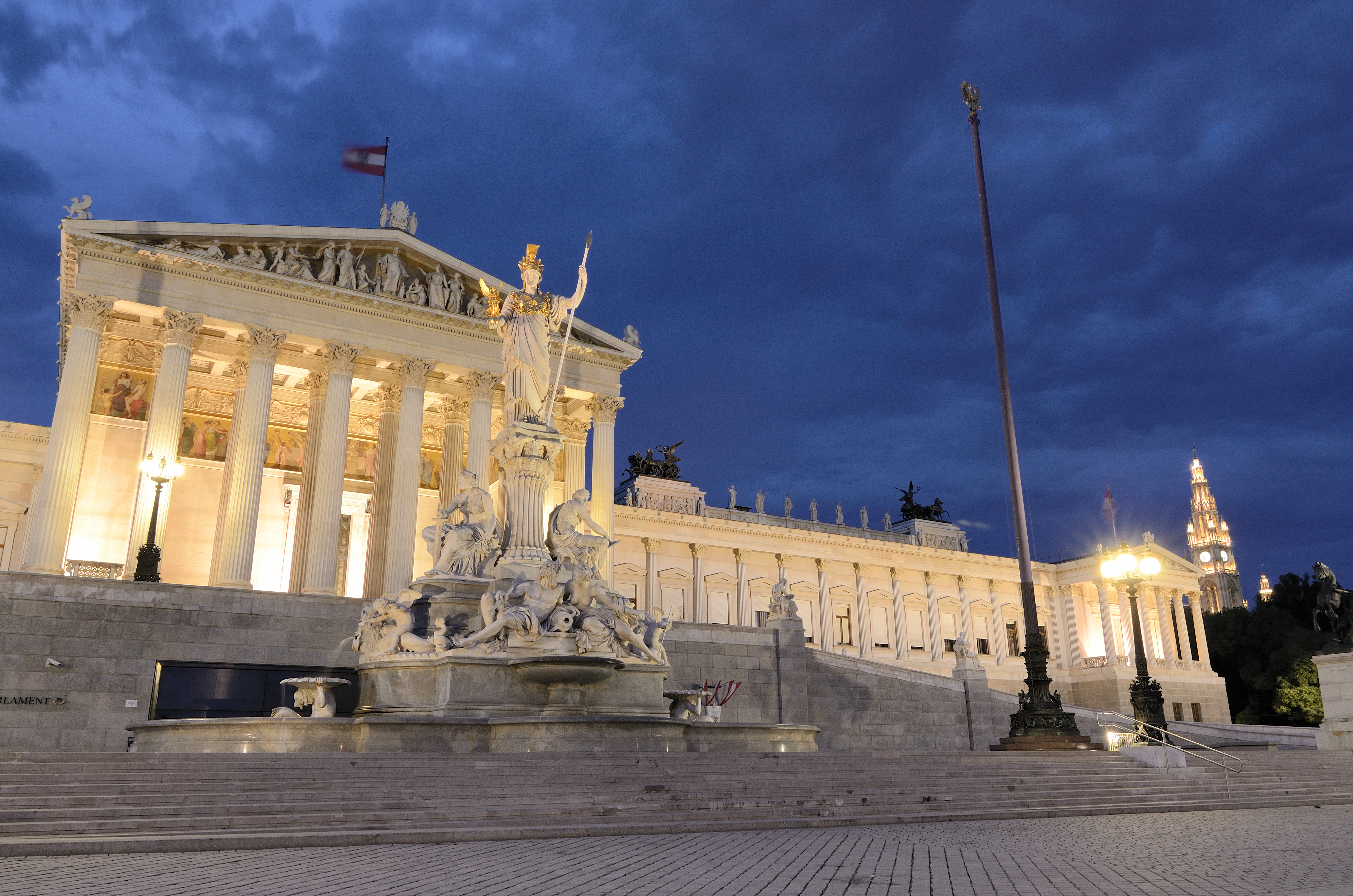
Il Parlamento di Vienna,  di Theophil Hansen
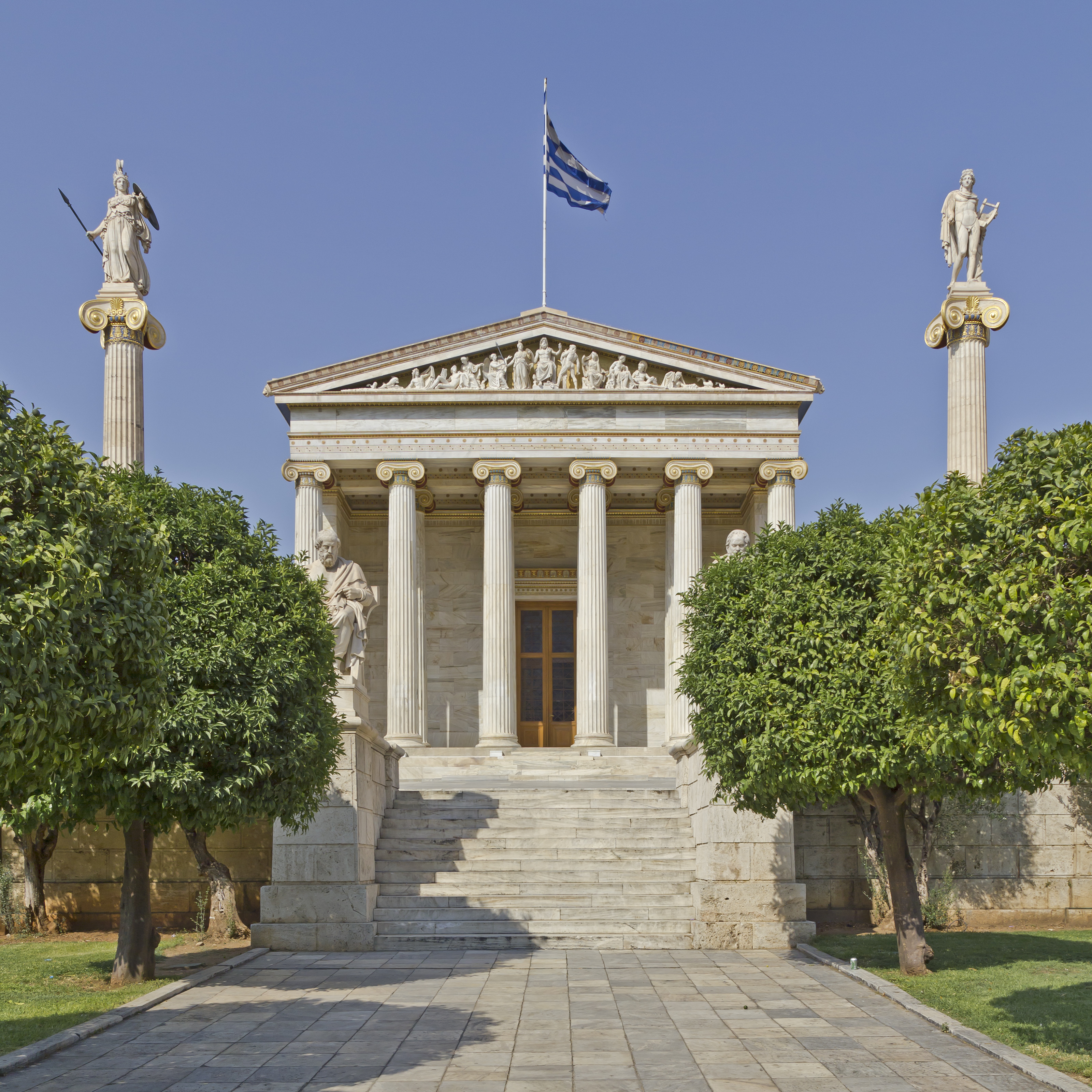
Accademia di Atene, di Theophil Hansen
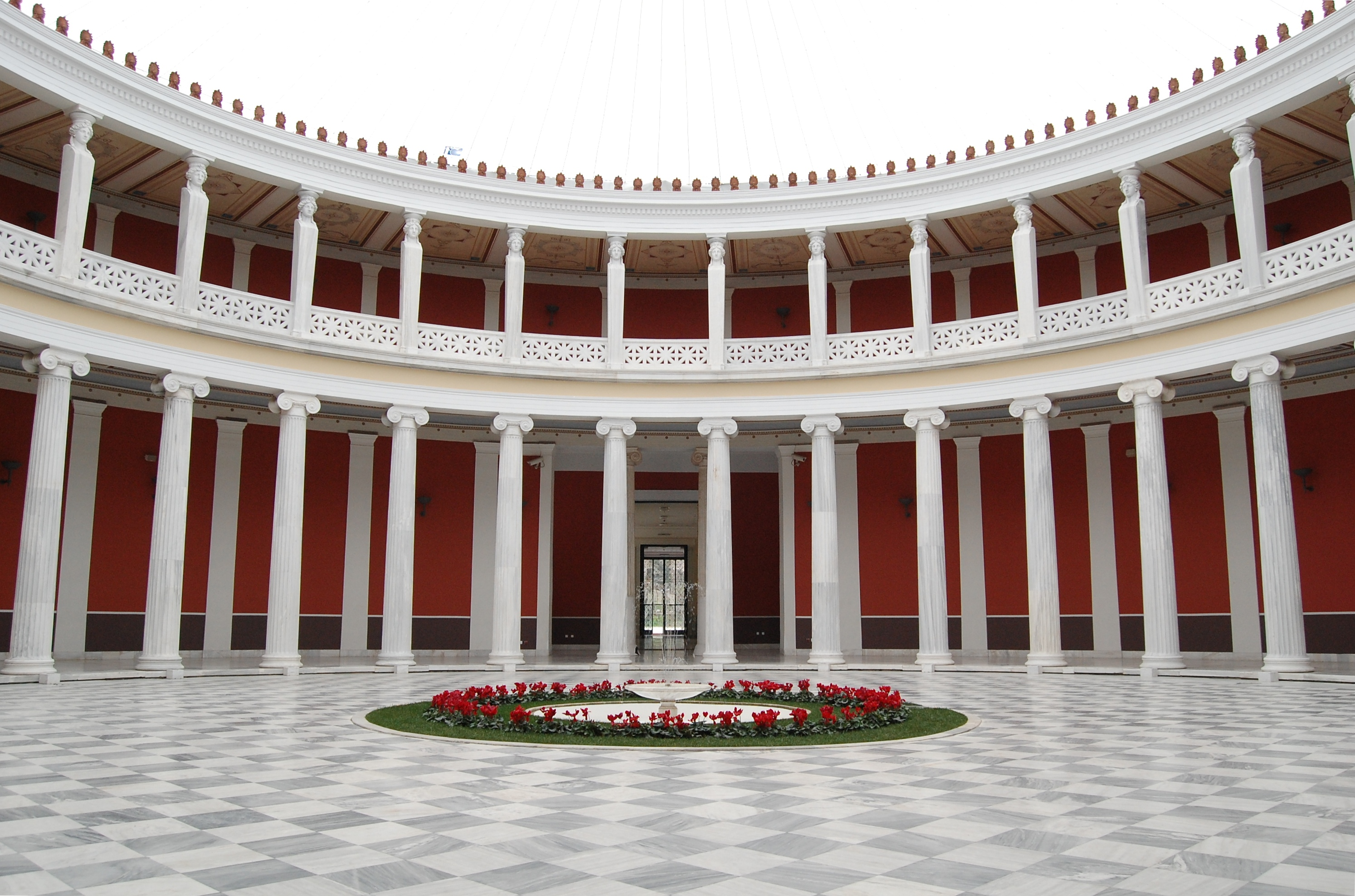
L'atrio dello Zappeion di Atene,  di Theophil Hansen
La Biblioteca Nazionale di Atene, di Theophil Hansen

## IlGreek revivalnegli Stati Uniti
In Nordamerica le premesse al successo del greek revival vanno ricercate nelle opere di Thomas Jefferson e nello stile che da lui prende il nome, interessato come egli era alla cultura ed all'architettura greca, soprattutto sulle orme della tradizione palladiana della madrepatria. Il revival greco, si affermò e trovò importanti applicazioni a partire dal secondo decennio del XIX secolo con Benjamin Latrobe, Thomas Ustick Walter (Girard College a Filadelfia), William Nichols, William Strickland, Robert Mills. 
La duratura affermazione del greek revival negli Stati Uniti fu dovuto anche alla volontà di associare gli ideali democratici della giovane nazione con la storia greca, culla della democrazia.
Lo stile neogreco fu utilizzato per un gran numero di edifici pubblici che si andavano edificando in un periodo di grande crescita urbana. Coerentemente con i principi di Winckelmann furono imitati e spesso letteralmente citati gli edifici più rappresentativi della Grecia. Strickland, per esempio nel prospetto della Second Bank of the United States si richiamava esplicitamente al disegno del Partenone. Lo stesso Strickland, intorno agli anni trenta dell'Ottocento realizzò la Borsa di Filadelfia, caratterizzata da un'abside ispirata al Monumento coregico di Lisicrate.

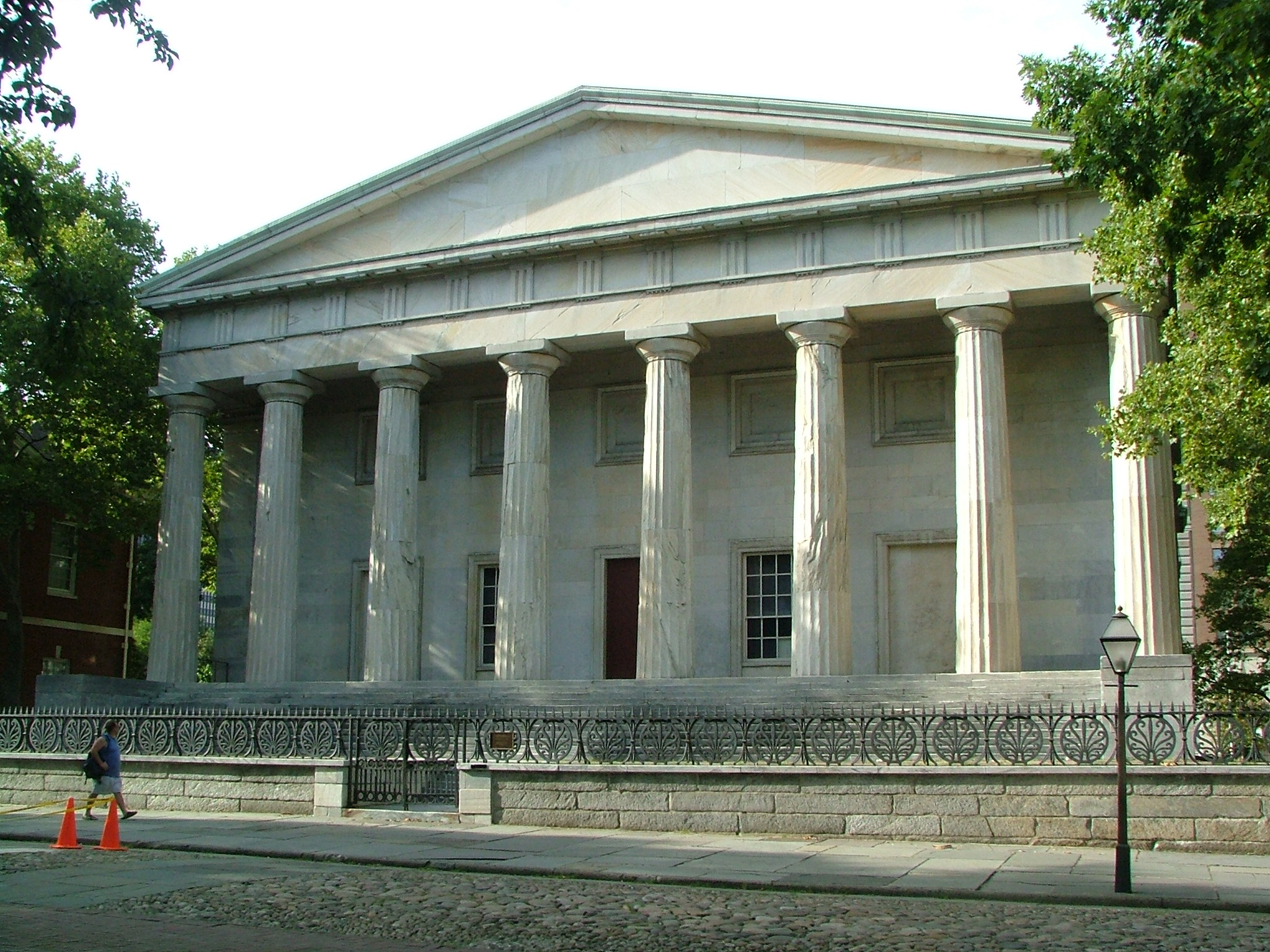
Second Bank of the United States, Philadelphia, 1824
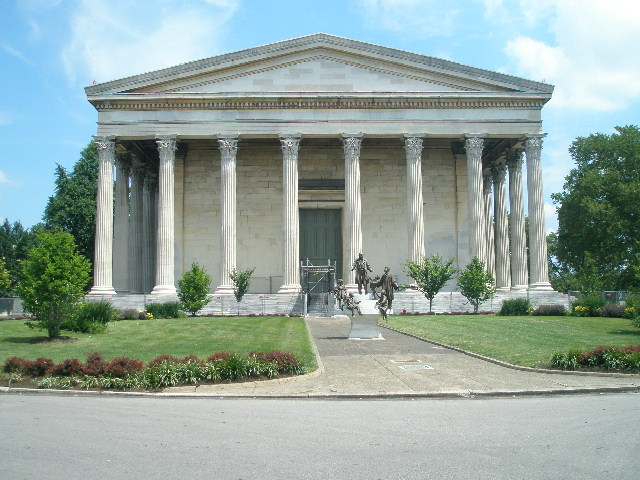
Girard College, Philadelphia, 1833-1848
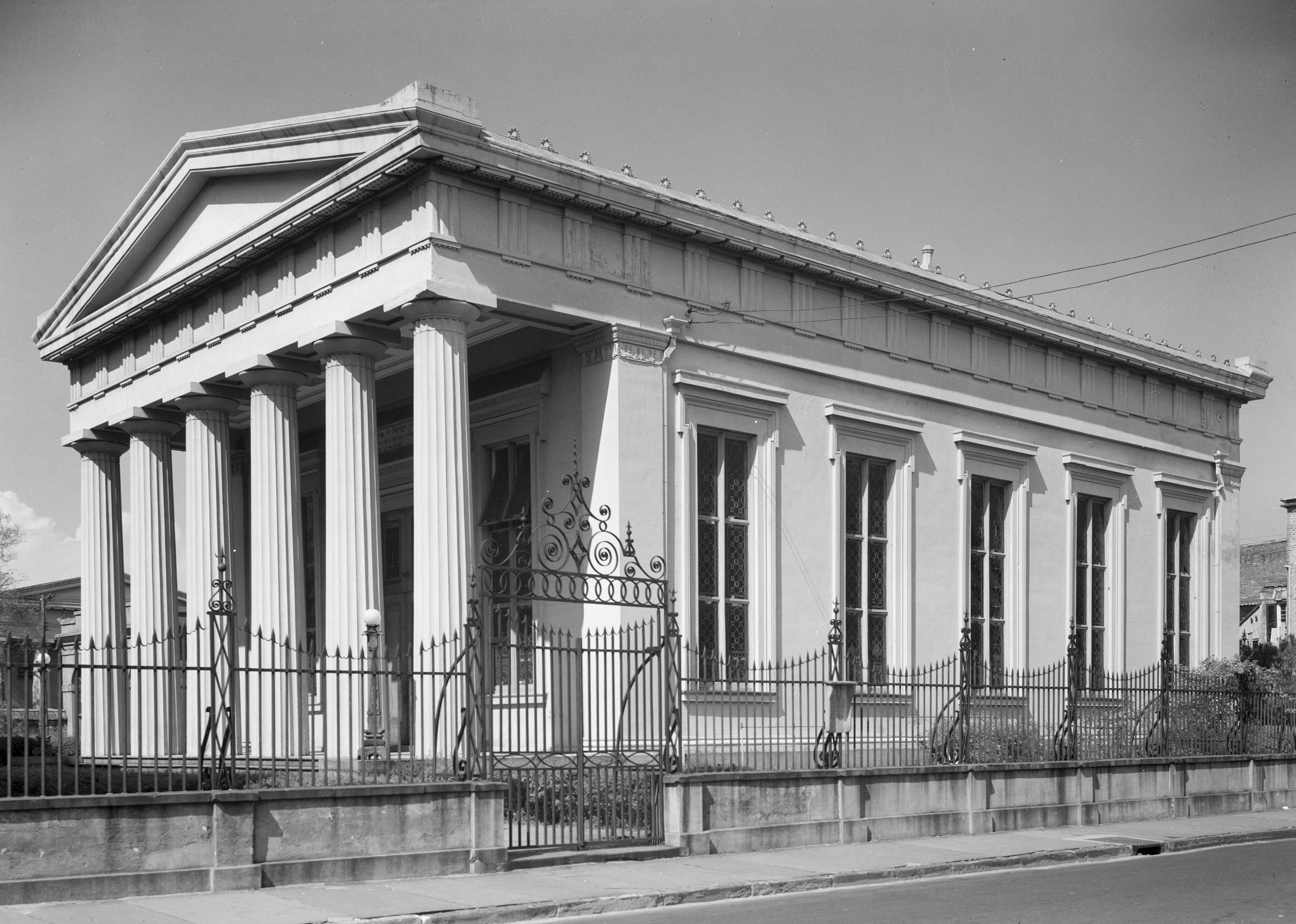
Sinagoga a Charleston
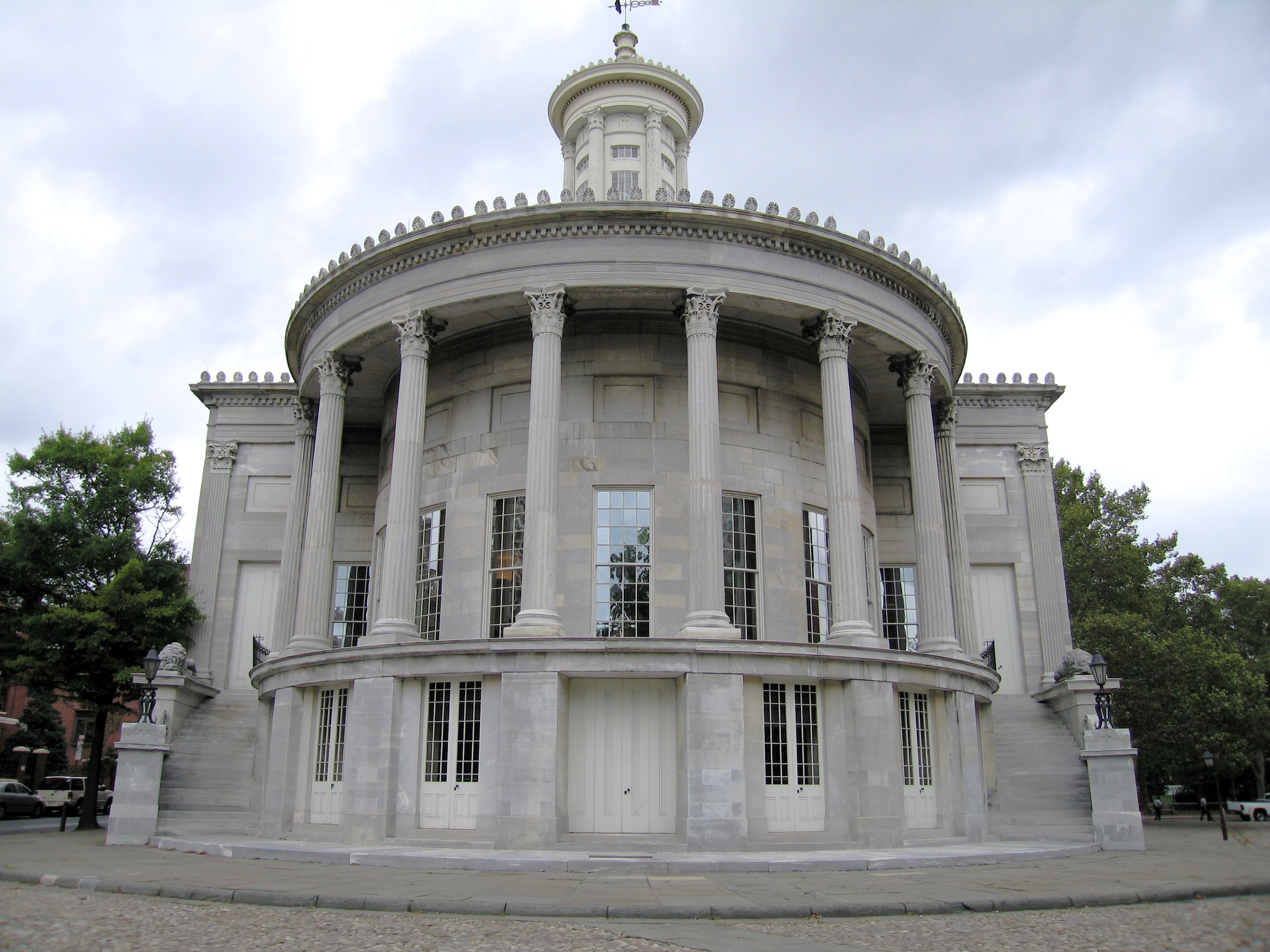
Borsa di Filadelfia
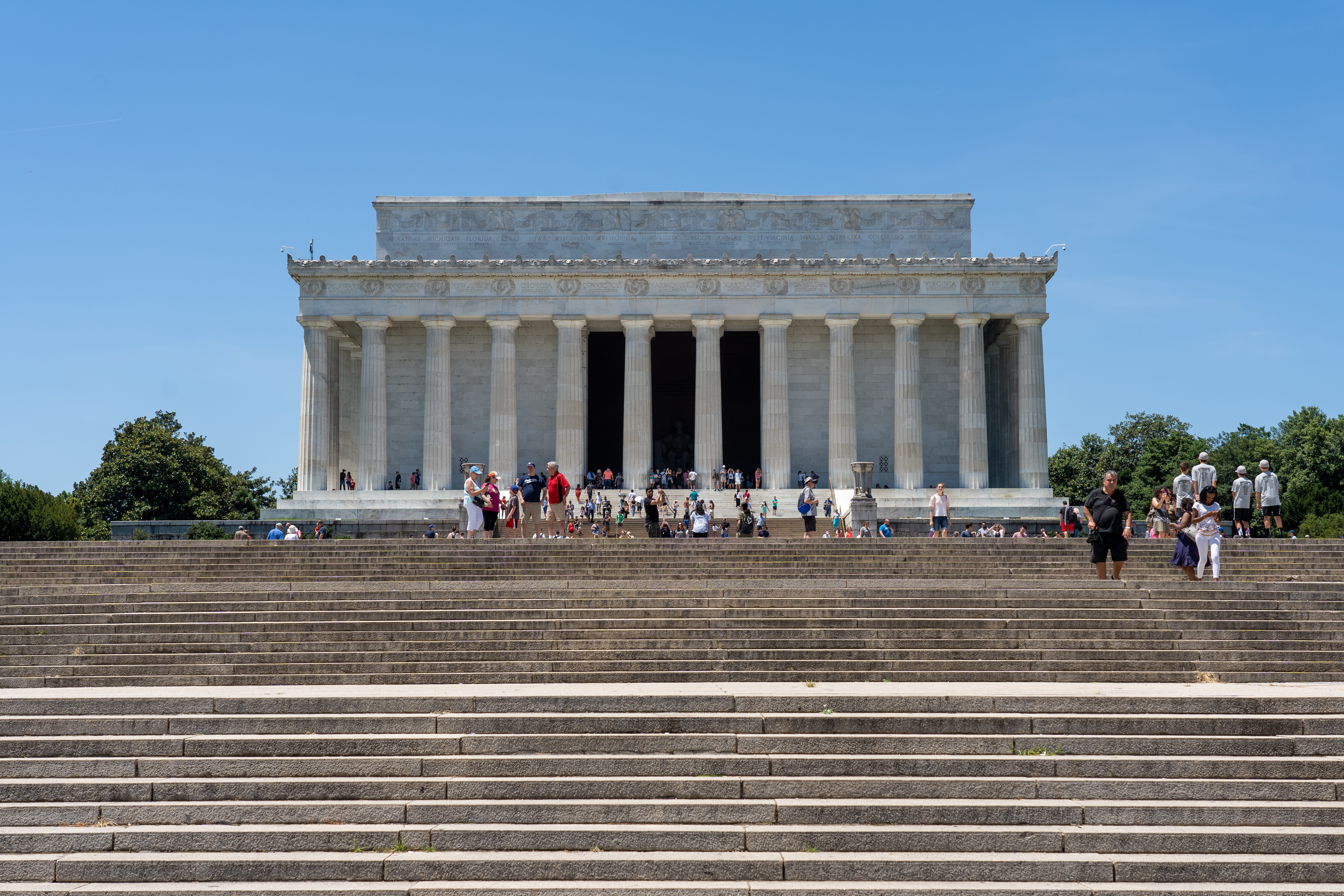
Lincoln Memorial

## Neodorico

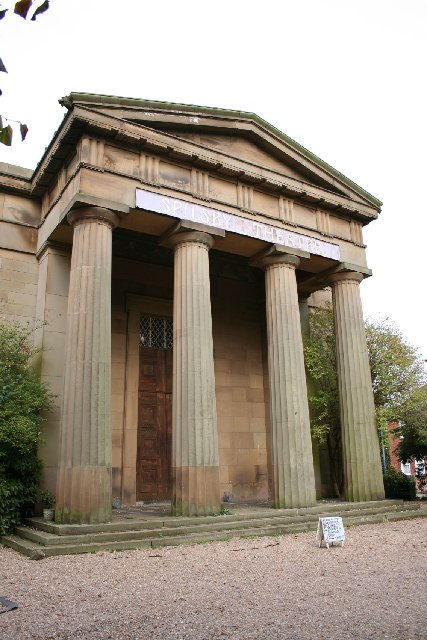
Teatro di Spilsby, 1824

L'architettura neogreca (ed in genere tutta l'architettura neoclassica) è caratterizzata da un certo distacco dall'architettura romana antica e dai sistemi costruttivi archivoltati e dall'imitazione di modelli architravati provenienti dall'architettura greca. In questa logica trovò un particolare interesse l'ordine dorico arcaico, ritenuto l'origine di tutta l'architettura greca.
Tale riscoperta matura lentamente dalla fine del XVII, fino a manifestarsi nella seconda metà del XVIII secolo ed ebbe il suo elemento centrale nell'interesse degli architetti, studiosi ed artisti europei per i templi greci nell'Italia meridionale, quasi tutti dorici, che furono "riscoperti" dopo essere stati completamente assenti, per tanti secoli, dal panorama culturale. Tale interesse investì inizialmente Paestum i cui monumenti furono studiati per la prima volta da Jacques Germain Soufflot e la cui fama si diffuse in tutta Europa grazie alle incisioni di Giovanni Battista Piranesi. Successivamente cominciarono a diffondersi, grazie anche agli scritti di Johann Joachim Winckelmann, anche la fama e le immagini dei templi siciliani. Così, dalla Francia, dalla Germania e dall'Inghilterra, un gran numero di architetti e viaggiatori giunse a visitare Paestum, Selinunte e Agrigento che divennero tappe importanti del Grand Tour. Pertanto, arrivarono in Sicilia, limitandosi agli architetti, Léon Dufourny, Jakob Ignaz Hittorff, Leo von Klenze, Karl Friedrich Schinkel, Friedrich Wilhelm Ludwig Stier. Invece la conoscenza diretta delle architetture dell'Ellade procedette più lentamente, nonostante il grande interesse manifestato dalla cultura europea per il Partenone. Questo in quanto la Grecia era, nel XVIII secolo, ancora un possesso ottomano e quindi difficilmente raggiungibile.
La possente immagine del dorico arcaico, senza base, con il fusto delle colonne scalanato, rastremato e gonfiato dall'entasis ed il primitivo capitello, cominciò ad affermarsi, con grande varietà e libertà di interpretazione, nei progetti e nelle realizzazioni di diversi architetti tra XVIII e XIX secolo e nelle teorizzazioni degli intellettuali, superando la generale avversione dei secoli precedenti.
In particolare Marc-Antoine Laugier riconobbe nel dorico arcaico le tracce dell'origine lignea dell'ordine e quindi principio di tutta l'architettura.
Piranesi, sbagliando, ne ricondusse l'origine all'ordine tuscanico degli etruschi, attribuendogli comunque una grande importanza.
Claude-Nicolas Ledoux e John Soane, videro nella semplificazione e nella severità del dorico lo strumento per attuare un'architettura di volumi, slegata dalle regole accademiche, facendolo diventare, forse inconsapevolmente, una tappa verso un'architettura senza ordini.
Tale accezione del dorico, come massima semplificazione del sistema degli ordini, ebbe applicazioni anche dopo il periodo neoclassico: per esempio nell'opera di Adolf Loos, nell'architettura del nazional-socialismo ed in alcune opere del post modernismo di fine XX secolo.

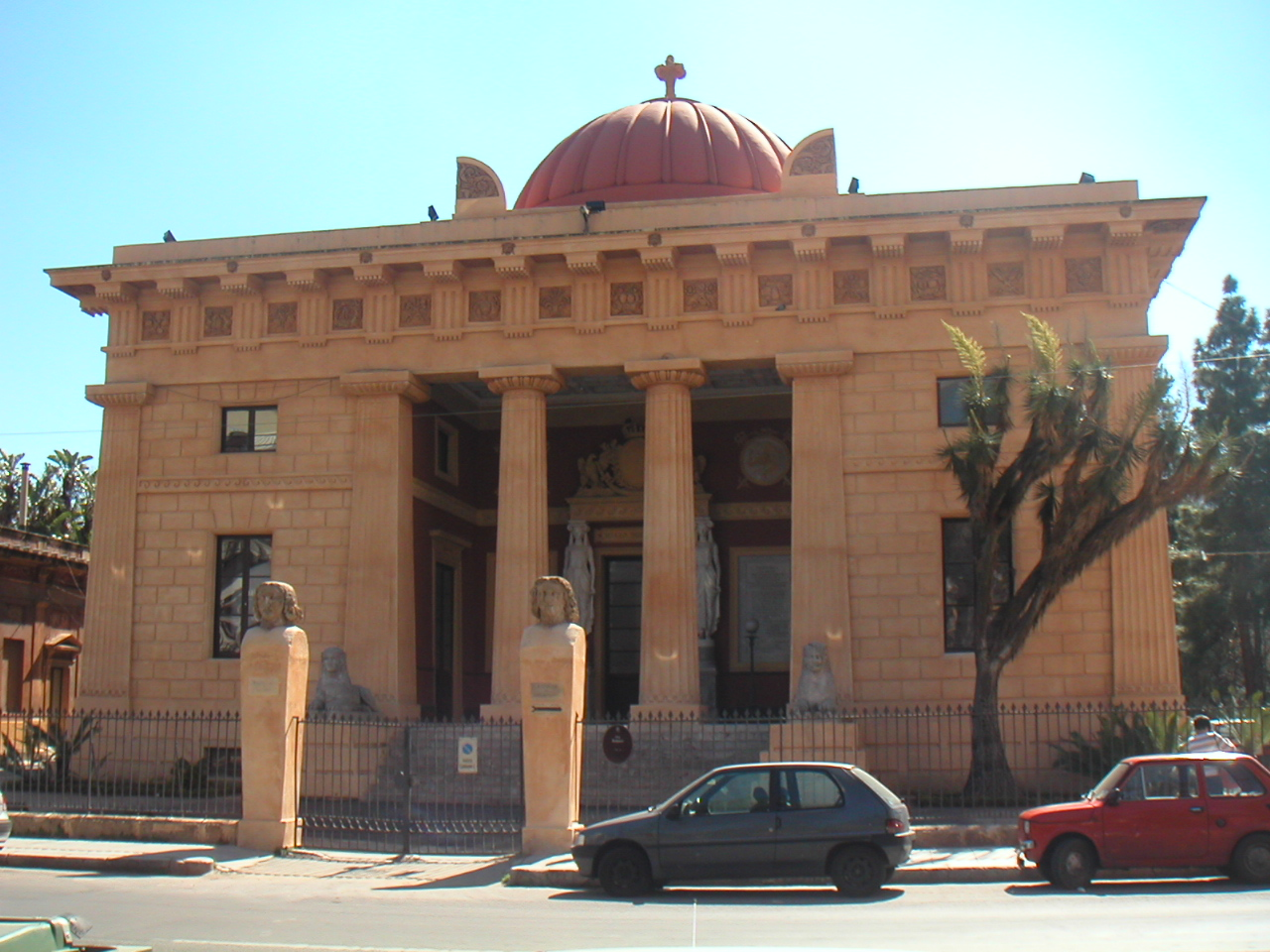
Orto botanico di Palermo, uno dei primi esempi di neodorico in Italia
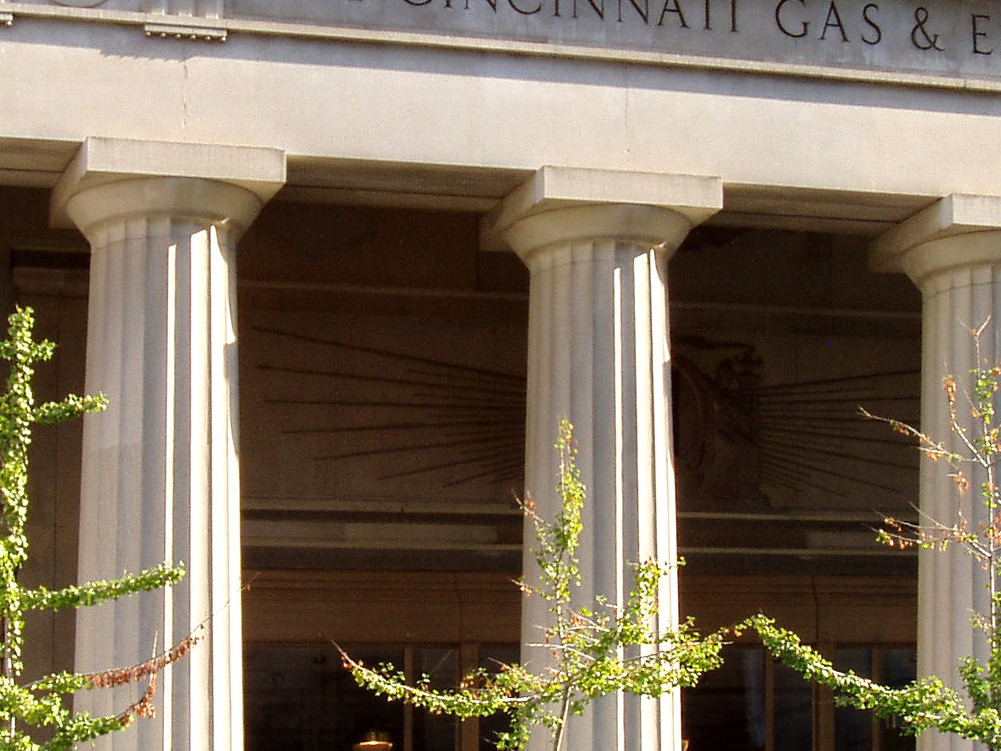
Cinergy Building a Cincinnati

## Il dibattito sulla policromia
Lo studio accurato dei resti monumentali lasciati degli antichi greci, provocò la scoperta che 
le membrature non erano originariamente di pietra lasciata a vista, ma ricoperte da stucchi vivacemente colorati di ocra, rosso, blu, verde e oro. Tale scoperta fu la causa di un vivace dibattito all'interno soprattutto della cultura architettonica francese.
Tra i primi in tale scoperta furono, all'inizio del XIX secolo, Charles Robert Cockerell  e Otto Magnus von Stackelberg che indagarono i frontoni di Egina. Uno dei protagonisti di tale scoperta fu comunque Jakob Ignaz Hittorff che sulle orme di Léon Dufourny, scoprì a Selinunte tracce di stucco colorato su elementi architettonici e scultorei e fu tra i primi a dare evidenza alla policromia dell'architettura greca, tentando di ricostruirne il reale aspetto in alcuni acquarelli, che fecero un certo scalpore, segnando la crisi delle candide visioni di Johann Joachim Winckelmann o di Antonio Canova. Hittorff dedicò alla policromia anche i suoi studi teorici (Architecture polychrome chez les Grecs, 1830) e tentò anche di applicarla nell'interno della chiesa di San Vincenzo de' Paoli a Parigi.
Relativamente all'applicazione della policromia nell'architettura neogreca le sperimentazioni furono invece poche e limitate generalmente agli interni. Da citare alcune sale interne della Gipsoteca di Monaco di von Klenze. In effetti il policromismo metteva in dubbio i principi stessi dello stile, basato su una concezione purista di forme semplici e perfette, risalente a Winckelmann, che non tollerava l'idea di un cromatismo così invadente ed acceso.